# Apeadero de Fontainhas
Nota: No confundir con el Apeadero de Fontainhas-Sado, en la Línea del Sur, o con la Estación de Fontaínhas, en la Línea de Póvoa.
El Apeadero de Fontainhas fue una plataforma ferroviaria de la Línea del Algarve, que servía a la zona de Fontainhas, en el ayuntamiento de Albufeira, en Portugal.

## Historia
El tramo entre Faro y Amoreiras-Odemira, donde esta plataforma se encontraba, fue inaugurado el 1 de julio de 1889.